# Desmodium nitidum
Desmodium nitidum är en ärtväxtart som beskrevs av Martin Martens och Henri Guillaume Galeotti. Desmodium nitidum ingår i släktet Desmodium och familjen ärtväxter. Inga underarter finns listade i Catalogue of Life.